# Rubén García Santos
Rubén García Santos (14 de juliol de 1993) és un futbolista professional valencià que juga com a mitjapunta pel CA Osasuna.

## Carrera esportiva
Nascut a València, García va començar a jugar a les categories inferiors del Llevant UE, fins que va debutar al Llevant UE B a tercera divisió. El 2011 se'l va relacionar amb un possible traspàs al València CF, però finalment no es va signar el contracte; el 31 de gener de l'any següent va signar un contracte professional amb el Llevant, fins al 2016.
El 2 de setembre de 2012 García va fer el seu debut a La Liga, quan va entrar en substitució de Nabil El Zhar en una victòria per 3 a 2 contra el RCD Espanyol. El 21 d'octubre, en la mateixa competició, va fer l'assistència a Míchel que va significar l'únic gol del partit contra el Getafe CF.
El 9 de desembre de 2012 García el seu primer gol a la màxima categoria, en una victòria a casa per 4 a 0 contra el RCD Mallorca. El gener de l'any següent fou definitivament ascendit al primer equip, i se li va assignar el dorsal 11.
El 28 de juliol de 2017, després d'haver jugat 17 partits, sense gols, i d'arribar a la promoció a primera, García fou cedit a l'Sporting de Gijón de Segona Divisió per un any. El 20 d'agost de l'any següent, va signar contracte per tres anys amb el CA Osasuna també de segona; el Llevant mantenia el 50% dels seus drets federatius.

## Internacional
El 19 de gener de 2012, García fou convocat per a entrenar-se amb la selecció espanyola sub-19.

## Palmarès
Llevant
- Segona Divisió: 2016–17

Osasuna
- Segona Divisió: 2018–19[10]